# Richard Choque
Richard Choque Flores (Bolivia, 9 de noviembre de 1988) es un violador serial y asesino serial boliviano.

## Crímenes
Los crímenes de Richard Choque adquirieron relevancia en el territorio boliviano luego de que se supo que, a causa de irregularidades judiciales, el asesino fue liberado de la prisión que cumplía por el asesinato de una joven en 2013. El 24 de diciembre de 2019 el juez Rafael Alcón ordenó detención domiciliaria para Choque por 18 meses, a pesar de que este tenía sentencia de 30 años y más de 17 denuncias en su contra, aludiendo una falsa enfermedad incurable. Según se dijo, Choque habría salido de la cárcel pagando un soborno de 3.500 USD, luego de rechazar a una abogada que le habría pedido 10.000 USD por el mismo servicio.
    

Ni bien obtuvo la libertad condicional, concedida irregularmente, Richard Choque creó una cuenta de Facebook bajo el nombre de Haide Mitzi Flores Alarcón y, a través de esta, contactó a 77 mujeres: 
"Amigas que quieran ingresos diarios en sus ratos libres, 'buenos ingresos' escriban al privado. Ojo, se paga por hora, diario o semanal. Escríbeme". 
De estas mujeres, que en su gran mayoría sufrían problemas económicos y familiares, muchas terminaron siendo violadas por él y otras fueron asesinadas. Las contactaba para pedirles servicios sexuales o de entrega de paquetes, las citaba en alojamientos y se hacía pasar por policía, acusándolas de traficar drogas, pues preparaba los escenarios para ello y las obligaba a grabar videos "confesando" que tenían narcóticos ilegales en su poder. Luego, les pedía grandes cantidades de dinero o relaciones sexuales a cambio para no entregarlas a la Policía. 
Después de varias pesquisas, los cuerpos de dos mujeres, desaparecidas entre mayo y agosto de 2021, fueron encontrados. Uno de ellos en la casa en la que Choque vivía con su madre y su hermana, en la ciudad de El Alto. Posteriormente, el 2 de febrero, los restos óseos de una segunda víctima fueron encontrados enterrados en otro inmueble de la familia del criminal, el mismo en el que, en 2013, habían encontrado a Blanca Rubí Limachi, la víctima por la que el asesino había sido inicialmente encarcelado. Tiempo después, se descubrieron los restos de Fidel Lecón Choque, primo hermano del asesino, quien estaba desaparecido desde el 19 de mayo de 2011. Asimismo, se encontró una fosa vacía en la casa del criminal, supuestamente destinada a una siguiente víctima.
Molestos por las irregularidades judiciales, un grupo de vecinos intentó quemar la vivienda del asesino. De igual manera, dado que la Policía no precintó el inmueble, varias personas, algunas enardecidas y otras buscando pistas sobre familiares desaparecidos, sustrajeron pruebas potenciales, como ropa y joyas. Madres de mujeres desaparecidas también llegaron a la casa de Choque esperando encontrar alguna pista sobre sus hijas, buscando entre ropa quemada y otras pertenencias que la gente intentó quemar.

## Víctimas

### Violaciones
Se estima que Choque habría violado al menos a 60 mujeres. Las víctimas de violación de Choque pueden comunicarse con las autoridades correspondientes para sentar denuncia y prestar declaración.

### Asesinatos

#### Fidel Lecón Choque
Fidel, de 18 años, desapareció el 19 de mayo de 2011. Richard Choque, que era su primo, prometió ayudarlo a ingresar a la Escuela Militar de Sargentos del Ejército, en la ciudad de Cochabamba, a cambio de 5 mil dólares. Luego de asesinarlo, Richard le hizo creer a la madre de Fidel, su tía, que el muchacho seguía con vida y le pidió dinero para ayudarlo a seguir con su carrera militar. Finalmente, sospechando que Fidel había sido asesinado, su madre hizo una denuncia en contra de Richard, mas esta fue desestimada. Cuando el cuerpo fue encontrado, se demostró que Fidel murió envenenado; además, su cabeza fue encontrada separada de su cuerpo.

#### Blanca Rubí Limachi
Blanca desapareció el 20 de noviembre de 2013. Ocho días después, su cuerpo fue hallado bajo tierra en la vivienda de la familia del asesino. Blanca fue captada a través de Facebook, en donde Choque se identificaba como Mauricio Terán. Choque le prometió ayudarla para ingresar al Colegio Militar, pero en lugar de eso la secuestró, torturó, agredió sexualmente y asesinó. Al día siguiente de la desaparición, Choque se contactó con la madre de la víctima desde el celular de ella, pidiéndole 20 mil dólares para liberarla y prohibiéndole reportar el caso a la Policía. La mujer, que no contaba con ese dinero, pidió ayuda a la Fuerza Especial de Lucha Contra el Crimen (FELCC). En compañía de los efectivos de esta institución, y como parte de un operativo, la madre de Blanca dejó el monto solicitado en una jardinera y los investigadores siguieron al asesino luego de que este recogiera el monto. Allí lo aprehendieron, junto a un cómplice. En 2015, Choque Flores y José Luis Casilla Machaca fueron sentenciados a 30 años de cárcel sin derecho a indulto.

#### Iris Maylin Villca Choque
Iris Maylin, de 15 años, desapareció el 27 de agosto de 2021. Choque pidió 50 mil bolivianos a la familia a cambio de entregarla. Según sus familiares, les envió fotografías de Iris, aún con vida, atada a una cama.

#### Lucy Maya Ramírez Zambrana
Lucy Maya, de 17 años, desapareció el 17 de mayo de 2021. Choque pidió 70 mil bolivianos a la familia a cambio de entregarla. La madre de Lucy dijo que Choque le mandó el siguiente mensaje, acompañado de fotos de cadáveres desmembrados: "Le dejo unas fotos de personas que incumplieron nuestras reglas. Si van a la Policía con este mensaje, tomaremos otras medidas. Cumplan con lo pactado para tener a su ser querido de retorno”. Lucy murió por un traumatismo craneoencefálico.

#### Otras probables víctimas
Cuando la casa de Choque fue asaltada por personas enojadas y en busca de pistas de familiares desaparecidos, la hija de un chef encontró el gorro y el mandil de su padre, llamado José Luis Mamani García. Si bien no se ha probado que Choque haya asesinado a esta persona, la Policía dio a conocer que existía una relación sentimental entre ambos y que la última llamada telefónica realizada por el chef desaparecido se hizo desde la casa del asesino.
La Policía no descarta que haya más víctimas, dado que Choque viajaba a las ciudades de Cochabamba y Santa Cruz.

## Rasgos psicológicos
Jhonny Aguilera, comandante general de la Policía Boliviana, dijo que Richard Choque Flores padece un trastorno antisocial de la personalidad con rasgos nucleares de conducta criminal de psicópata (pobreza afectiva, agresividad y ausencia de culpa).

## Nuevas condenas
Luego de su recaptura en 2022, se acusó a Richard Choque de trata de personas, proxenetismo, pornografía, extorsión y portación ilegal de arma de fuego, pero las acusaciones y condenas más importantes fueron por los feminicidios de Lucy Maya Ramírez Zambrana e Iris Maylin Villca Choque. Choque debe cumplir una pena de 30 años en el Penal de Chonchocoro sin derecho a indulto, del 26 de enero del año 2022 (fecha en que fue detenido preventivamente) hasta el 26 de enero de 2052.

## Repercusiones en la sociedad boliviana
El 31 de enero de 2022 se llevó adelante la Marcha de mujeres en contra de las violencias machistas y la corrupción en la justicia en varias ciudades de Bolivia. En el departamento de La Paz, la marcha partió de la casa de Richard Choque y se dirigió hasta el Tribunal Departamental de Justicia, en cuyas puertas se colgaron muñecos representando a feminicidas, violadores y jueces corruptos. Marina Mamani, tía de Lucy, manifestó durante esta marcha: 
Si ellos [los operadores de justicia] no le hubieran dejado salir, nunca había pasado esto.
En la marcha hubo una gran presencia de mujeres aymaras, tanto del campo como de la ciudad, y una consiga muy repetida por ellas fue que "no hay justicia para los pobres", pues para acceder a la justicia hay que pagar sobornos y tener una fuente de ingresos más estable, en un país donde más del 80% de la población trabaja en la informalidad. Además, Bolivia es el país latinoamericano con las tasas más altas de feminicidios (con aproximadamente una muerte cada tres días) y de cada 10 mujeres víctimas de violencia, ocho desisten de la denuncia debido a las demoras judiciales. La marcha exigió una reforma judicial, dado que hasta el 18 de febrero de 2022 se dio a conocer que al menos 135 condenados por violación y feminicidio no estaban cumpliendo su condena.  
Gracias a la presión ejercida por esta marcha, se acordó la conformación de una comisión para investigar a los jueces y fiscales que habrían favorecido a criminales acusados de violación o feminicidio.
 

El 8 de marzo de 2022, en la marcha en conmemoración al Día Internacional de la Mujer, decenas de mujeres y activistas volvieron a denunciar la corrupción del caso de Richard Choque, exigiendo justicia. El mediático caso destapó una amplia red de corrupción que incluía a jueces, abogados, médicos y trabajadoras sociales, entre otros. Es más, se dio a conocer que Choque era "delegado procurador" en la cárcel de San Pedro, pese a que no podía acceder a ese cargo por la gravedad de su crimen. Sin embargo, desde su posición extorsionaba a los otros reos. También salió a relucir que Choque trabajaba como mensajero o ayudante del área legal del centro donde estaba recluido, pudiendo salir del penal sin supervisión. A partir de todas estas acusaciones, la activista María Galindo sacó a relucir que el penal de San Pedro estaba controlado por feminicidas y violadores, lo que ocasionó que el Ministerio de Gobierno destituyera al gobernador de este centro. En palabras de Galindo:
"Richard Choque era parte de la directiva de representación del penal de la población penitenciaria y, como tal, era parte de la mafia extorsiva que genera dinero en la cárcel de San Pedro de la extorsión a los presos".
También hubo pedidos de castración química y de pena de muerte. El senador de Creemos, Erick Morón, pidió modificar el Código Penal para viabilizar la castración química. Por su parte, el diputado Héctor Arce, del partido político Movimiento Al Socialismo, solicitó la pena de muerte para Choque y otros que cometan crímenes similares, a pesar de que esta pena no está contemplada en la Constitución boliviana. Asimismo, la Confederación de Mujeres Bartolina Sisa sugirió trabajos forzados para los culpables de feminicidio y violación, así como penas más largas, incluyendo la legalización de la cadena perpetua, pues en Bolivia la pena máxima es de 30 años de detención.